# Perfume Global Compilation "LOVE THE WORLD"
『Perfume Global Compilation "LOVE THE WORLD"』（パフューム・グローバル・コンピレーション "ラブ・ザ・ワールド"）は、Perfumeのグローバルコンピレーションアルバム。2012年9月12日に徳間ジャパンコミュニケーションズから発売された。

## 概要
徳間ジャパン在籍時に発表された曲から「海外向けの入門編」をコンセプトに、ポップでダンサブルな楽曲や海外でも受け入れられるビートの効いたエッジーな楽曲を選曲した内容で、中にはこのアルバムのために新規リミックスを施した曲もある。グローバルコンピレーションの名の通り、海外での配信やパッケージ発売も予定されている。
Perfumeがかつて徳間ジャパン在籍時に合計10回行われていた初回限定盤の「激レア企画」が『Perfume 激レア企画!!復活&ファイナル!!』として1回限りの復活を果たした。コンセプトは「旅のお供に」。
初回限定盤のプラスチックケースに擦り傷が有る物が混入したことが分かり、希望者への良品のプラスチックケースの送付が行われた。
発売初週11.8万枚を売り上げ、9/24付週間ランキング首位に初登場。
女性グループによる4作連続アルバム首位は、2000年1/3付でSPEEDが『Carry On my way』（99年12月発売）で記録して以来12年9ヶ月ぶり。

## 収録曲
※はアルバム初収録曲。※※はシングルバージョンアルバム初収録曲。※※※は今作のための新規ミックス。
| 全作詞・作曲・編曲: 中田ヤスタカ。 |                                           |              |              |      |
| #                                  | タイトル                                  | 作詞         | 作曲・編曲   | 時間 |
| 1.                                 | 「ポリリズム」                            | 中田ヤスタカ | 中田ヤスタカ | 4:09 |
| 2.                                 | 「edge (⊿-mix)」                          | 中田ヤスタカ | 中田ヤスタカ | 8:43 |
| 3.                                 | 「love the world」                        | 中田ヤスタカ | 中田ヤスタカ | 4:33 |
| 4.                                 | 「エレクトロ・ワールド」                  | 中田ヤスタカ | 中田ヤスタカ | 4:20 |
| 5.                                 | 「チョコレイト・ディスコ (2012-Mix) ※※※」 | 中田ヤスタカ | 中田ヤスタカ | 4:55 |
| 6.                                 | 「SEVENTH HEAVEN ※」                      | 中田ヤスタカ | 中田ヤスタカ | 4:44 |
| 7.                                 | 「GAME」                                  | 中田ヤスタカ | 中田ヤスタカ | 5:06 |
| 8.                                 | 「シークレットシークレット」              | 中田ヤスタカ | 中田ヤスタカ | 4:57 |
| 9.                                 | 「NIGHT FLIGHT」                          | 中田ヤスタカ | 中田ヤスタカ | 5:19 |
| 10.                                | 「Baby cruising Love」                    | 中田ヤスタカ | 中田ヤスタカ | 4:41 |
| 11.                                | 「Butterfly」                             | 中田ヤスタカ | 中田ヤスタカ | 5:42 |
| 12.                                | 「FAKE IT ※」                             | 中田ヤスタカ | 中田ヤスタカ | 4:10 |
| 13.                                | 「レーザービーム ※※」                     | 中田ヤスタカ | 中田ヤスタカ | 3:30 |
| 14.                                | 「GLITTER ※※」                            | 中田ヤスタカ | 中田ヤスタカ | 5:05 |
| 15.                                | 「MY COLOR (LTW-Mix) ※※※」                | 中田ヤスタカ | 中田ヤスタカ | 5:16 |
| 16.                                | 「Dream Fighter」                         | 中田ヤスタカ | 中田ヤスタカ | 4:53 |
| 合計時間:                          | 合計時間:                                 | 80:03        |              |      |

| #  | タイトル                                     | 作詞 | 作曲・編曲 | 監督   |
| -- | -------------------------------------------- | ---- | ---------- | ------ |
| 1. | 「FAKE IT -Video Clip-」                     |      |            | 関和亮 |
| 2. | 「FAKE IT -Video Clip Making-」              |      |            |        |
| 3. | 「ポリリズム -Historical Live Act Version-」 |      |            |        |

### 楽曲解説
エレクトロ・ワールド
表記は無いが、アルバム『Perfume〜Complete Best〜』でのバージョンが収録されている。

### DVD解説
FAKE IT -Video Clip-
PV撮影は、ファンクラブ『P.T.A.』の会員から400人を招待し、横浜BLITZにて行われた。映画「マトリックス」で使用されたことで有名な撮影手法『バレットタイム』が用いられている。

## Perfume 激レア企画!!復活&ファイナル!!
- S賞(3名) - スーツケース "LOVE THE WORLD"仕様+CMで使用した3Dフィギュア
- A賞(10名) - トラベルバッグ "LOVE THE WORLD"仕様
- B賞(100名) - モバイルポーチ "LOVE THE WORLD"仕様